# Uloborus kerevatensis
Uloborus kerevatensis es una especie de araña araneomorfa del género Uloborus, familia Uloboridae. Fue descrita científicamente por Opell en 1991.
Habita en Nueva Guinea.